# Коледов Сергій Володимирович
Сергій Володимирович Коледов (3 липня 1974, Владивосток) — український дипломат. Генеральний консул України в Чикаго (США) (з 2020).

## Життєпис
Народився 3 липня 1974 року у місті Владивосток. У 1996 році закінчив Кам'янець-Подільський державний педагогічний інститут; У 2001 році Інститут міжнародних відносин Київського національного Університету імені Тараса Шевченка. Володіє англійською та російською мовами, вивчає турецьку та іспанську мови.
3 2002 року — на дипломатичній службі в МЗС України
У 2002—2005 рр. — аташе, третій, другий секретар Договірно-правового департаменту МЗС України
У 2005—2009 рр. — другий секретар Посольства України в Республіці Казахстан
У 2009—2011 рр. — перший секретар відділу міжнародного права та законодавства у галузі зовнішньої політики Договірно-правового департаменту МЗС України
У 2011—2015 рр. — консул Генерального консульства України в Чикаго
У 2016—2020 рр. — радник, начальник відділу, заступник директора департаменту — начальник відділу міжнародних договорів та офіційних перекладів Департаменту міжнародного права МЗС України
з 30 липня 2020 — Генеральний консул України в Чикаго.